# ان‌جی‌سی ۷۰۲۰
ان‌جی‌سی ۷۰۲۰ (انگلیسی: NGC 7020) یک کهکشان عدسی شکل میله‌ای است که در فاصله ۱۴۰ میلیون سال نوری از ما در صورت فلکی طاووس جای دارد. کهکشان NGC 7020 توسط اخترشناس جان هرشل در ۳۱ اوت ۱۸۳۶ کشف شد.